# Campo magnético lunar

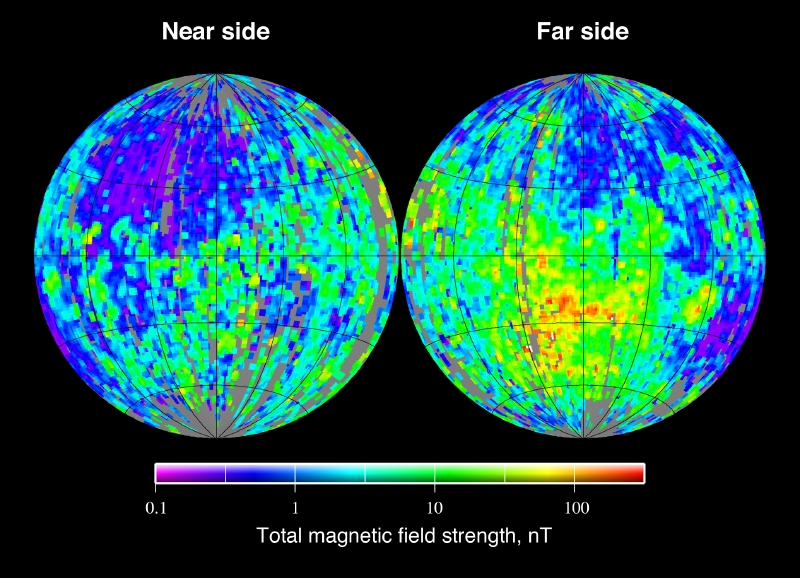
Intensidad total del campo magnético en la superficie de la Luna como se deriva del experimento con el reflectómetro de electrones -ER- del Lunar Prospector

 El campo magnético lunar es el campo magnético que se extiende desde el núcleo de la Luna hacia su exterior.

## Características
El campo magnético lunar tiene un campo externo muy débil en comparación con el terrestre. Además, la Luna no tiene actualmente un campo magnético dipolar (como sería el generado por una geodinamo en su núcleo) y la magnetización variable que está presente es casi en su totalidad de la corteza lunar en origen.
Se sostiene que las magnetizaciones corticales fueron adquiridas a principios de la historia lunar cuando una geodinamo seguía funcionando.  El pequeño tamaño del núcleo lunar, sin embargo, es un obstáculo potencial para plantear esa hipótesis al rango de teoría.
Alternativamente, es posible que en un cuerpo sin atmósfera como la Luna, campos magnéticos transitorios puedan generarse durante eventos de grandes impactos. Sobre la base de esto, se ha observado que las mayores magnetizaciones corticales están localizadas cerca de las antípodas de las cuencas de grandes impactos. Un fenómeno de este tipo puede ser el resultado de la libre expansión de una nube de plasma generado por un impacto en torno a la Luna con la presencia de un campo magnético ambiental.
El satélite artificial Chandrayaan-1 ha trazado un mapa de una pequeña magnetosfera en la antípoda de Crisium, en su punto más lejano de la Luna, con el Sub-keV Atom Reflecting Analyzer (SARA). La pequeña magnetosfera es de 360 km de diámetro en la superficie y está rodeado por una región de 300 km de espesor con un mayor flujo de plasma que surge del viento solar que fluye alrededor de esta magnetosfera.
Las partículas finas de polvo lunar en realidad podrían flotar, expulsados de su superficie por repulsión electrostática. Esto puede crear una atmósfera temporal nocturna de polvo con viento diáfano. Atraídos por las diferencias en la acumulación de carga, el polvo que flota de manera natural, se desplazaría desde el lado nocturno fuertemente negativo al lado diurno débilmente negativo. El Lunar Atmosphere and Dust Environment Explorer también analizará estos datos.
La capa de plasma es una estructura muy dinámica, en un estado constante de movimiento, por lo que la Luna orbita a través de la magnetosfera de esta capa de plasma y puede extenderse a través de ella con fases que pueden durar desde minutos a horas o incluso días.